# Туртас
Туртас — річка у Росії, права притока Іртиша (басейн Обі), тече у Тюменській області.

## Фізіографія
Туртас утворюється злиттям річок Малий Туртас (зліва) і Великий Туртас (справа) на території Уватського району Тюменської області на висоті 47 м над рівнем моря. Обидві складові річки беруть початок на західному краї Васюганського болота у 80–90 км на схід від цього місця на висоті близько 90 м.
Від утворення Туртас тече по Західно-Сибірськоій низовині по заболоченій тайговій місцевості переважно у північно-західному напрямку. Річка рівнинна на всьому протязі, русло дуже звивисте з безліччю меандрів.
Туртас впадає в Іртиш за 5 км вище по його течії від райцентру Уват на висоті 30 м над рівнем моря. У гирлі річка має понад 50 м завширшки і глибину понад 2 м; швидкість плину 0,3 м/с.
Найбільші притоки: Тевріз, Кацис, Бобровка, Ільтим — ліві, Атніс і Вия — праві.

## Гідрологія
Довжина річки 241 км, площа басейну 12 100 км². Середньорічний стік, виміряний за 49 км від гирла біля села Нижній Чебутан у 1979–1993 роках, становить 44 м³/с. Багаторічний мінімум стоку спостерігається у березні (7,8 м³/с), максимум — у травні (179 м³/с). За період спостережень абсолютний мінімум місячного стоку (5,97 м³/с) спостерігався у лютому і березні 1985 року, абсолютний максимум (378 м³/с) — у травні 1981.
Туртас замерзає у другій половині жовтня — першій половині листопада, скресає у другій половині квітня — першій половині травня. Живлення переважно снігове.

## Інфраструктура
Туртас лежить повністю в межах Уватського району Тюменської області. Його басейн також лежить в межах цього району за винятком невеликої ділянки верхів’їв, яка займає північну частину Усть-Ішимського району на крайньому північному заході Омської області. Верхня течія річки Великий Туртас — правої складової Туртаса — на невеликому відрізку утворює кордон між Тюменською та Омською областями.
На більшій частині басейну Туртаса транспортна інфраструктура практично відсутня. У низов’ях неподалік від села Туртас річку перетинає федеральна автодорога Р404 Тюмень — Ханти-Мансійськ. Також неподалік від цього села русло Туртаса перетинає залізничний міст на гілці Тюмень — Сургут — Новий Уренгой, яка з’єднує Транссибірську магістраль з районами нафто- і газодобичі на півночі Західного Сибіру. В нижній течії річку також перетинають численні нафто- та газопроводи і лінії електропередач.
Єдине значне поселення на Туртасі — однойменне село Туртас (населення 5500 осіб), розташоване у низов’ях приблизно за 25 км від гирла. Біля гирла на річці також існують села Березовка, Івановка і Ялба. В минулому у середній течії існували поселення лісозаготівників Новий Туртас і Атніс, які зараз покинуті. Верхів’я Туртасу та береги його витоків ненаселені.
В минулому Туртас був судноплавний від гирла до злиття з правою притокою Атнісом, але за теперішнього часу не включається до переліку водних шляхів. Може використовуватись для лісосплаву.